# Bataille de Sitka
Colonisation russe de l'Amérique
La bataille de Sitka un est conflit armé survenu en 1804 entre les Russes et les autochtones d'Alaska. Provoqué en réponse à la destruction d'un poste de commerce par les Amérindiens deux ans auparavant, c'est le dernier grand conflit de ce type opposant les deux camps.
La majorité des combattants indigènes étaient de la nation des Tlingits, sur l'île Baranof, opposés à la Compagnie russe d'Amérique et la marine impériale russe et à ses troupes indigènes. Lors des combats initiaux, pendant lesquels Alexandre Baranov, le chef de l'expédition russe, est gravement blessé, l'assaut russe est repoussé. La marine russe bombarde alors pendant plusieurs jours le fort Tlingit, provoquant la fuite des indigènes vers les forêts avoisinantes. La victoire russe est décisive, et les Amérindiens sont chassés de leurs terres ancestrales, pour se réfugier vers l'île Chichagof et appliquer un embargo contre les Russes.
Après la bataille eurent lieu des attaques sporadiques par les indigènes des campements russes, jusqu'à 1858. Le champ de bataille a été conservé au Parc National Historique de Sitka.

## Historique colonial et résistance

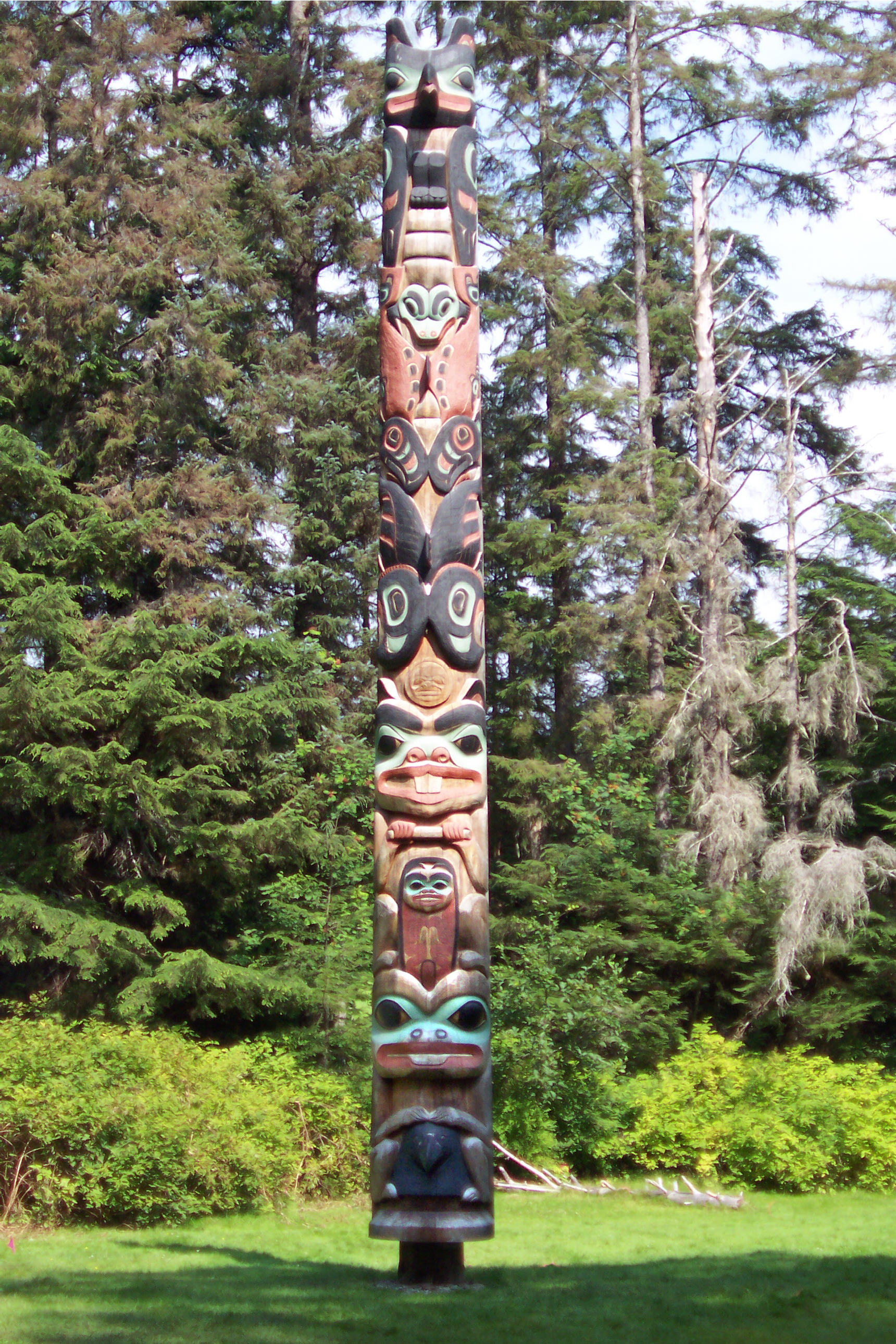
Le poteau Tlingit Ḵ'alyaan, érigé à l'emplacement du fort Shís'gi Noow dans le Parc National Historique de Sitka afin de commémorer les morts de cette bataille.

Les membres de la tribu Kiks.ādi du peuple Tlingits occupaient une partie de l'Alaska du Sud-Est, y compris Sheet'ká X'áat i (l'actuelle île de Baranof), depuis environ 11 000 ans. Alexandre Baranov (directeur en chef de la société Shelikhov-Golikov précurseur de la Compagnie russe d'Amérique) visite pour la première fois l'île en 1795, à bord de l' Ekaterina, lors de la recherche de terrains de chasse de la loutre de mer. Baranov paye les Tlingit pour le droit de commercer sur cette terre.
Le 7 juillet 1799, Baranov, avec cent compatriotes Russes, navigue à proximité de l'île avec la galère Olga, le brick Ekaterina, le bateau Orel ; et une flotte de près de 550 baidarkas transportant 700 Aléoutes et 300 autres autochtones.
Souhaitant éviter un combat avec les Kiks.ādi, le groupe contourne Noow Tlein (le Grand Fort) des Tlingit et touche terre à environ 11 kilomètres au nord de la colonie. L'emplacement actuel de la colonie russe est la baie Starrigavan  ou « Vieux Port » (du russe старая гавань stáraya gavan). Elle comportait un grand entrepôt, un atelier de forgeron, des étables, une caserne, des palissades et une tour de garde, une maison de bain, des quartiers pour le des chasseurs, et une résidence pour Baranov.
Bien que les Koloshi (le nom russe pour les Tlingit, basé sur leur nom aléoute) ont d'abord accueilli les nouveaux arrivants, leur animosité à l'égard des Russes a augmenté relativement rapidement. Les Kiks.ādi s'opposaient aux Russes qui prenaient pour femmes des autochtones, ainsi que pour le mépris envers les kalgas ou esclaves. Avec la poursuite de la colonisation, les Russes exigeaient un serment d'allégeance au Tsar et du travail non payé pour la compagnie, ce qui provoque une rivalité sur les ressources.

## La bataille de 1802
Malgré un certain nombre d'attaques infructueuses des Tlingit contre le fort russe au cours de l'hiver 1799, il prospère rapidement. En 1800, des questions urgentes nécessitent que Baranov revienne à Kodiak (alors capitale de l'Amérique russe). 25 Russes et 55 Aléoutes, sous la direction de Vasilii G. Medvednikov, sont laissés comme garnison. Au printemps 1802, la population de la Redoute-Saint-Michel a augmenté pour inclure 29 Russes, 3 déserteurs Britanniques, 200 Aléoutes, et quelques femmes Kodiak. On raconte alors que les Britanniques (dirigés par la Compagnie de la Baie d'Hudson) proposent aux clans Tlingit du nord des fusils et de la poudre à canon en échange de l'exclusivité sur le commerce des fourrures.
En juin 1802, un groupe de guerriers Tlingit attaque le fort russe à la mi-journée. Dirigé par Skautlelt (Shḵ'awulyéil) et Kotleian, l'assaut réussit, les hommes sont massacrés et les bâtiments brûlés. Quelques Russes et Aléoutes survivants rapportent la nouvelle de l'attaque. Le Capitaine britannique Barber du vaisseau Unicorn arrête les meneurs et, recueille 3 Russes et 20 autochtones, ainsi que beaucoup des peaux. Le bateau se dirige alors vers Kodiak, apportant ainsi la nouvelle le 24 juin. Barber reçoit alors 10 000 roubles pour avoir secouru les colons, soit 20 % de ce qu'il demandait initialement.

### Représailles russes

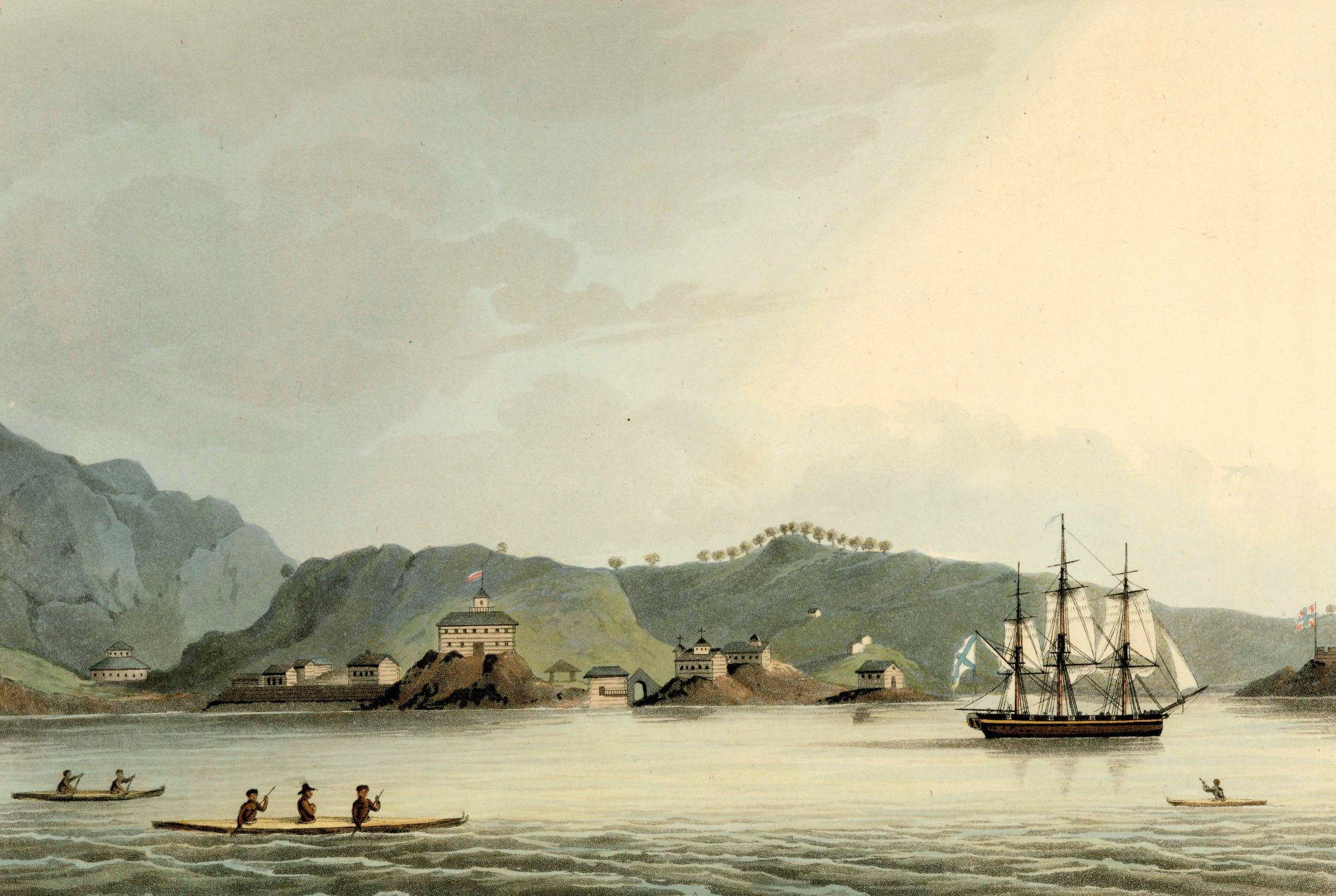
Le sloop russe Neva visitant Kodiak, Alaska, en 1802.

À la suite de la victoire des Kiks.ādi, Stoonook, convaincu du retour prochain des Russes, fait construire une nouvelle forteresse résistante aux canons et dotée d'une réserve d'eau. Aucun des alliés Tlingit ne vient à leur secours malgré leurs demandes : ils devront donc affronter la marine russe seuls.
Les Tlingit ont choisi de construire le Shís'gi Noow (« fort des Jeunes pousses ») de 73 mètres sur 50 à la ligne des hautes eaux près de l'embouchure de la Indian River pour profiter de la longue plage de gravier qui s'étend au loin dans la baie, afin que les bas-fonds empêchent les bateaux russes de s'approcher et d'attaquer l'installation de près. Environ un millier d'épinettes de Sitka sont utilisées dans la construction des quatorze bâtiments (barabaras) et de la palissade d'enceinte. Baranov retourna à Sitka à la fin de septembre 1804 à bord du sloop Neva, sous le commandement du Lieutenant-Commandant Yuri Feodorovich Lisyansky. Le Neva était accompagné du Ermak et de deux autres voiliers plus petits. L'équipage se composait de 150 promyshlenniks (commerçants de fourrures), avec 400–500 Aléoutes dans 250 baidarkas.
Le 29 septembre, les Russes débarquent au village d'hiver. Lisyansky, surnommé le site Novo-Arkhangel'skaya Mikhailovskaya (ou Nouvel Archange Saint-Michel), en référence à la plus grande ville de la région de naissance du gouverneur Baranov. Baranov envoie immédiatement des émissaires aux Tlingit dont les offres sont repoussés à chaque fois. Les Tlingit pensaient résister assez longtemps aux Russes pour permettre aux autochtones de rejoindre le fort en évitant ainsi la flotte russe.
Toutefois, lorsque les Kiks.ādi envoyèrent une escouade pour rechercher leur réserve de poudre à canon sur un îlot à proximité, ils furent repérés par les Russes, et une balle mit le feu à la poudre, provoquant une forte explosion. Il n'y eut aucun survivant parmi les Kiks.ādis. Baranov envoie alors des émissaires dire aux Tlingit que les navires russes vont bientôt tirer sur le nouveau fort.

### Premier jour
Vers le 1er octobre, le Neva est remorqué par les Aléoutes dans les hauts-fonds de la baie, près de l'embouchure. Les Russes débarquent alors, dirigés par Baranov, avec 150 hommes. Les Tlingits les repoussent avec des salves de fusil. Les Aléoutes prennent peur et s'enfuient vers la côte, où sont leurs baidarkas.
Les guerriers Kiks.ādi, dirigés par leur nouveau chef de guerre Ḵ'alyaan (Katlian), portant un masque de corbeau et armé d'un marteau de forgeron, lancent une sortie. Le combat est rapproché et des renforts Tlingits arrivent des bois, tentant un encerclement. Baranov est gravement blessé et les Russes reculent jusqu'à la rive, couverts par l'artillerie du Neva. On dénombre douze morts et plusieurs blessés, et des petites pièces d'artillerie ont été abandonnées sur la plage. Lisiansky rapporte seulement deux morts, mais quatorze blessés (dont un mortellement), alors qu'il a gardé toutes ses armes.
Cette nuit-là, les Tlingit se réjouissent d'avoir repoussé l'assaut russe.

### Deuxième jour

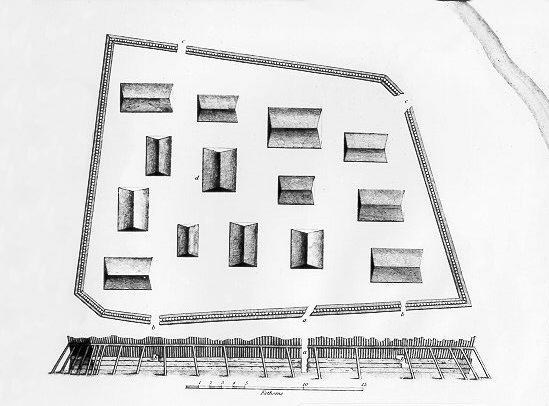
Une esquisse du nouveau fort « Shis'kí Noow » des Tlingit dessiné par Yuri Lisyansky après la bataille de Sitka, en 1804. La rivière est représentée sur le coin supérieur droit de l'image.

Comme les blessures de Baranov l'empêchent de continuer la bataille, le lieutenant-commandant Lisyansky prend le commandement et ordonne aux bateaux de bombarder les positions Tlingit. Les premiers tirs servent à ajuster les pièces. Les palissades du fort résistent aux canons, et une trêve est proposée. 
Selon Lisyanski : « Il était construit de bois, si épais et solide, que le tir de mes canons ne pouvait le pénétrer à la courte distance d'une encablure ».
Lors de la trêve, aussi bien les Kiks.ādi que les Russes demandent la reddition de leur adversaire. Devant l'échec des négociations, le conflit reprend. La canonnade russe reprend jusqu'au soir. À la tombée de la nuit, les Kiks.ādi se réunissent pour examiner leur situation. Ils ont tous cru que les Russes avaient subi trop de pertes la veille pour lancer une nouvelle attaque. L'objectif des Tlingit était de tenir assez longtemps pour que les clans du nord leur viennent en renfort, mais la pénurie de poudre à canon les rend incapables de résister à un siège, ce qui fait douter de la victoire finale. Les Tlingit décident alors de s'enfuir vers la forêt où les Russes ne les poursuivraient pas, puis d'établir un campement au nord de l'île.

### Troisième jour
Le Neva et ses bateaux d'escorte reprennent le bombardement au lever du soleil. Les Kiks.ādi engagent les négociations, proposant des échanges d'otages, voire leur reddition. À l'insu des Russes, pendant ces négociations, les vieux et les enfants quittent le fort pour Gaajaa Héen (le vieux Sitka). À la tombée de la nuit, les chefs se réunissent à nouveau pour discuter de leur migration dans l'île. Les femmes et les enfants en bas âge doivent partir le lendemain matin.

### Quatrième jour
L'artillerie de marine tire à partir du lever du jour, ne s'arrêtant que pour permettre au Russes de proposer une reddition au Kiks.ādi, qui sont à chaque fois rejetées. Dans l'après-midi, ils décident cependant d'évacuer le fort  le lendemain. À la tombée de la nuit, ils se réunirent une dernière fois et partirent sous le couvert de la nuit.

### Suite de la bataille
Les Russes ne s'avancèrent pas avant le soir du 6 octobre. Lorsqu'ils arrivèrent au fort, ils ne virent personne à leur grande surprise. Le 8 octobre, le Capitaine Lisianski visite les fortifications abandonnées par les Tlingits et estime que 800 hommes y ont vécu. Il déclare : « ...quelle angoisse je sentais, quand j'ai vu, comme un second massacre des innocents, le nombre de jeunes enfants morts étendus à terre, de peur que leurs cris, s'ils avaient été transportés avec leurs cruels parents, auraient mené à la découverte de leur retraite... ».
Le fort a été rasé pour exclure la possibilité d'être utilisé comme un bastion contre les Russes et leurs alliés. Le Neva quitte l'endroit le 10 novembre.

## La marche de la survie des Kiks.ādi
La première étape de la marche des  Tlingits fut un trajet vers l'ouest, de Gajaa Héen à Daxéit (le lieu de pêche du clan où ils récoltaient traditionnellement la nourriture traditionnelle que constituent les œufs de hareng ). À partir de là, le groupe traverse les montagnes au nord  de Cháatl Ḵáa Noow (en Kiks.ādi « Fort de l'homme-flétan » près du  Détroit Peril). Le trajet exact n'est pas connu, mais il est probable qu'ils aient longé les côtes.
Plusieurs guerriers restent dans les environs de Noow Tlein après la bataille comme une sorte d'arrière-garde, afin de harceler les colons russes et de les empêcher de poursuivre les Kiks.ādi vers le nord. Peu de temps après, huit trappeurs aléoutes sont tués dans la Baie et un autre abattu dans les bois adjacents à Nouvel Archange. À partir de ce moment, les Russes sont toujours attentifs à une attaque et chassent à plusieurs. Les Kiks.ādi encouragent d'autres clans Tlingit à éviter le contact avec les Russes par tous les moyens.

## Alaska russe

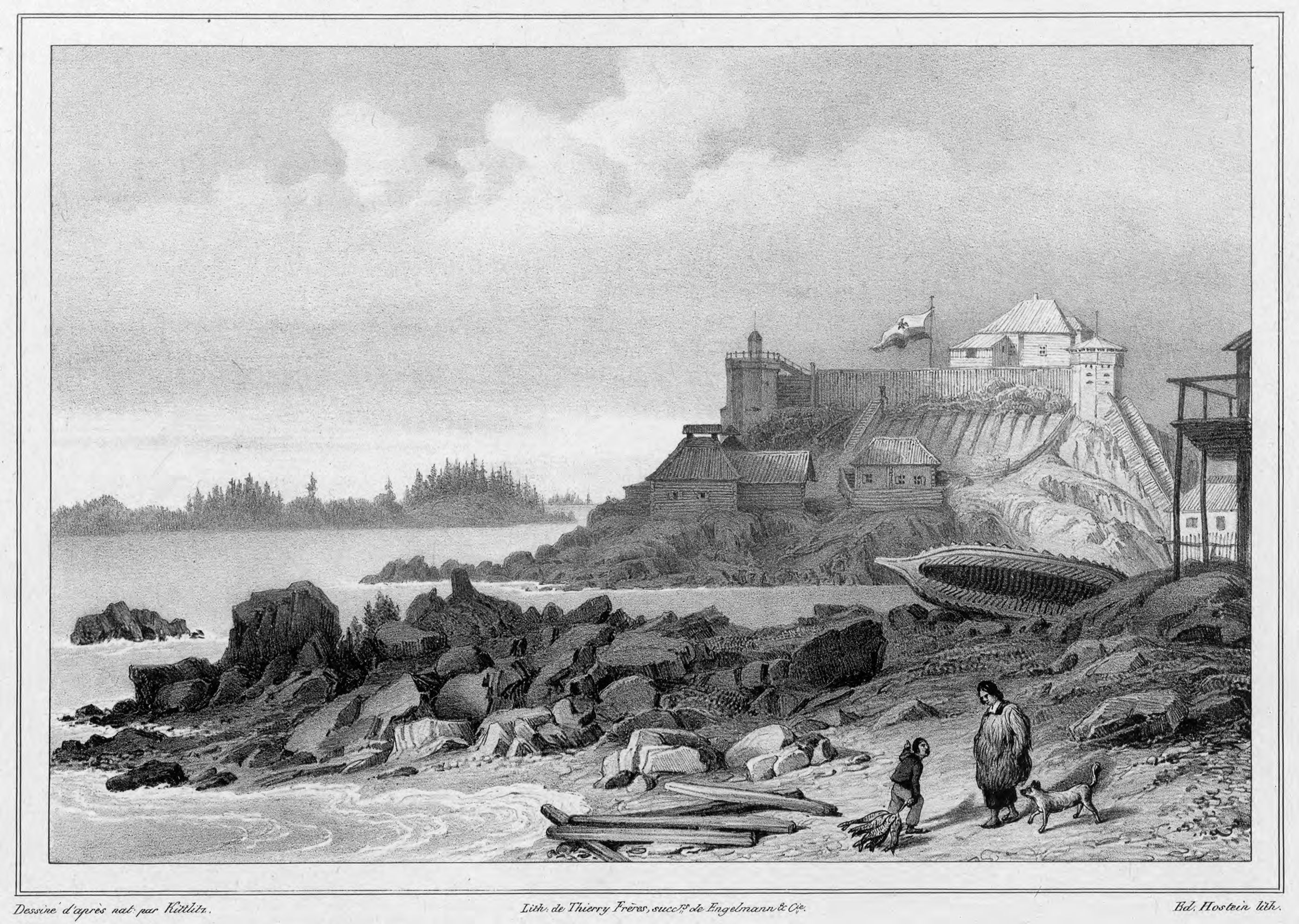
La palissade russe au sommet de la "Colline du Château" (Noow Tlein) dans Gájaa Héen (Ancien Sitka), c. 1827.

Au sommet de la kekoor (colline) à Noow Tlein, les Russes construisent leur propre forteresse (krepost'), composée d'une haute palissade de bois avec trois tours de guet (armées de 32 canons) pour la défense contre les attaques des Tlingits.
Jusqu'à l'été 1805, un total de 8 bâtiments avaient été construits à l'intérieur de l'enceinte, y compris des ateliers, des casernes, et la Résidence du Gouverneur. En plus de leurs expéditions annuelles vers le « Roc du Hareng », près de l'embouchure de la rivière Indienne, les Kiks.ādi sont tenus à l'écart de l'expansion constante de la colonie jusqu'en 1821, lorsque les Russes (qui ont l'intention de profiter des compétences en chasse des indigènes et de mettre fin aux attaques sporadiques contre le village) invitent les Tlingits à revenir à Sitka, qui est désignée comme la nouvelle capitale de l'Amérique russe, en 1808.
Les Tlingit qui ont choisi de revenir ont été autorisés à résider dans une partie du village, juste en dessous de la palissade sur le « Blockhaus de la Colline » (une zone connue comme le Ranche jusque vers 1965). Les canons russes étaient en permanence tournés vers les Tlingit, pour rappeler leur défaite. Les Kiks.ādi fournissaient aux Russes de la nourriture (y compris le blé et le maïs, que les colons leur avaient appris à cultiver) et des peaux de loutre, tandis que les colons introduisent chez les Tlingits les différents aspects de la culture russe et de l'orthodoxie. Des attaques occasionnels de Tlingits de se poursuivent jusqu'en 1858, avec un important soulèvement (rapidement étouffé) survenant en 1855.
En 1867, l'Amérique russe est vendue aux États-Unis après la liquidation de tous les avoirs de la compagnie. À la suite de la vente, les anciens de plusieurs tribus Tlingits considèrent que seul le fort fait partie des terres russes qu'ils avaient le droit de vendre. Des revendications territoriales autochtones commencent à partir de la deuxième moitié du XXe siècle, avec la signature de l'Alaska Native Claims Settlement Act (en).
Le recensement des années 1880 dénombre 43 Tlingits vivant dans et autour de la Rivière Indienne, le camp de pêche traditionnel des  Kiks.ādi.

## Hommages et commémorations

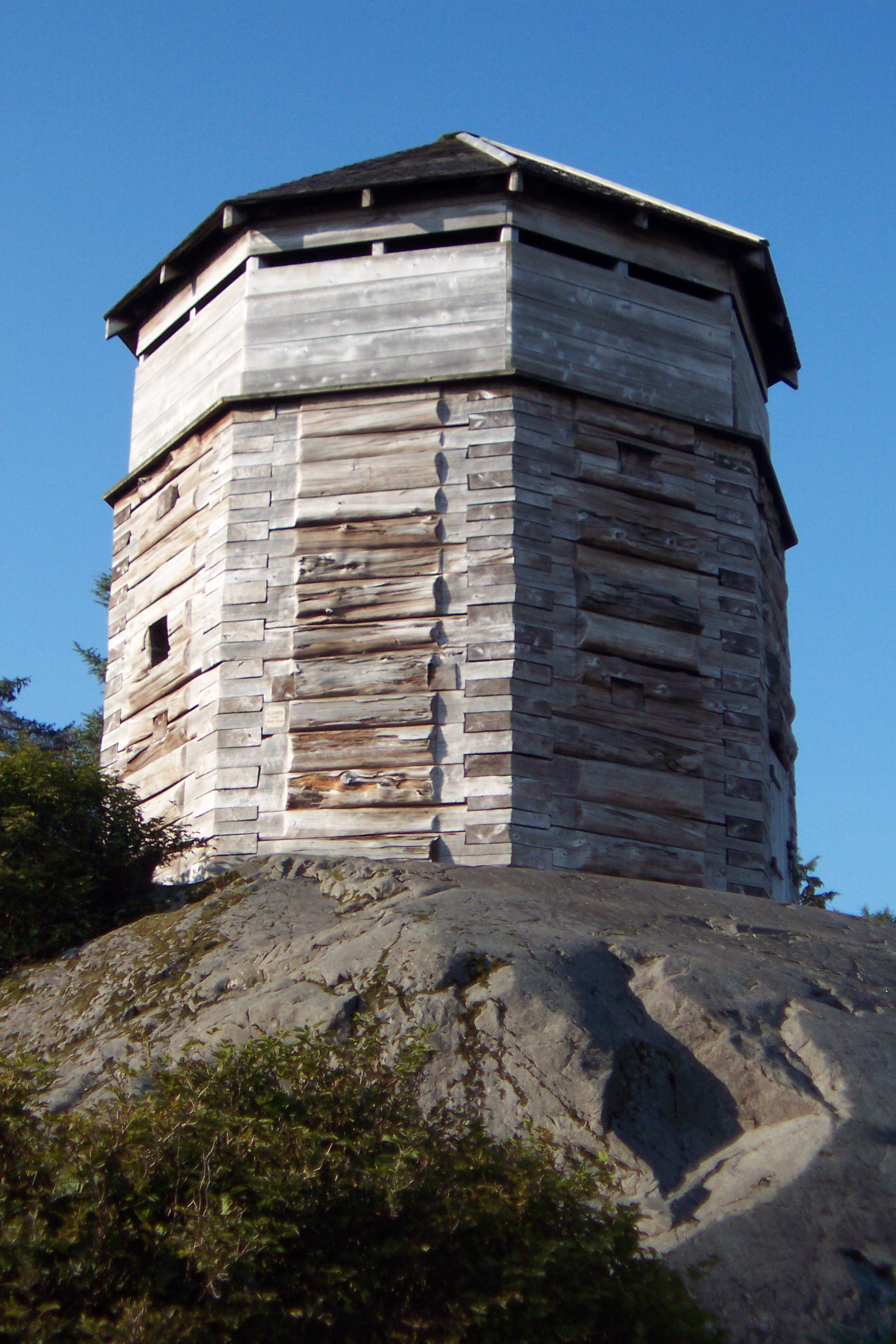
Une réplique du fortin russe no 1 (l'une des trois tours de guet gardant la palissade du vieux Sitka) construit par le National Park Service en 1962.

Le président américain Benjamin Harrison décide de faire du Shís'gi Noow un site pour le public en 1890. Le Parc National Historique de Sitka a été établi sur le lieu de bataille le 18 octobre 1972. Aujourd'hui, le mât totémique K'alyaan est placé à l'entrée de l'emplacement pour commémorer les victimes. Ta Eetí, un monument à la mémoire des marins russes qui sont morts dans la bataille, est situé en face de la rivière Indienne, sur le site de débarquement russe. En septembre 2004, pour le bicentenaire de l'événement, les descendants des combattants des deux côtés se sont rejoints pour une « cérémonie des pleurs » traditionnelle Tlingit. Le lendemain, les Kiks.ādi tiennent une cérémonie officielle de réconciliation.